# Nagasaki bugyō

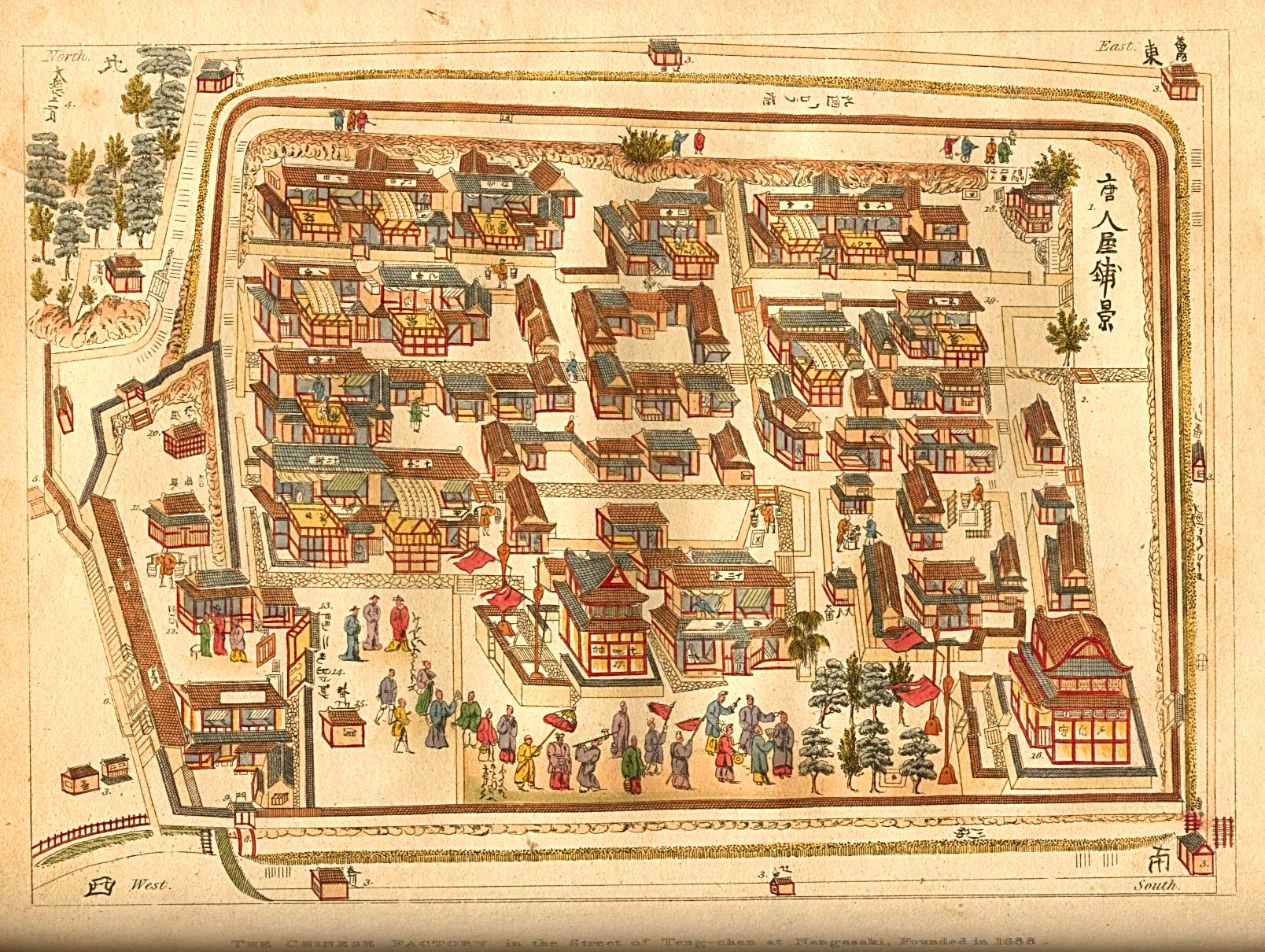
Os comerciantes chineses em Nagasáqui foram confinados a um recinto fortificado (Tōjin yashiki), que estava localizado na mesma vizinhança da ilha Dejima, e as atividades dos chineses, embora fossem menos controladas estritamente do que as dos holandeses, eram monitoradas de perto pelos Nagasaki bugyō.

Os Nagasaki bugyō (長崎奉行) eram os funcionários oficiais do Xogunato Tokugawa do período Edo, no Japão. As nomeações para este cargo proeminente eram atribuídas geralmente aos dáimios fudai, mas este estava entre os cargos de responsabilidade administrativa abertos para aqueles que não eram dáimios. As interpretações clássicas designam esses títulos japoneses como "comissário", "supervisor" ou "governador".

## Responsabilidades
Este título do bakufu era atribuído a um oficial responsável pela administração do porto de Nagasáqui, e incluía os assentamentos chineses e holandeses situados lá. Este bugyō também era responsável por fiscalizar as atividades comerciais do porto. O número dos homens detentores do título ao mesmo tempo pode variar durante os anos deste período. Em algum momento, um normalmente deveria residir em Nagasáqui e o outro em Edo, num modelo alternativo de residência.
As outras funções dos Nagasaki bugyō eram monitorar as notícias e os desenvolvimentos científicos do Ocidente, à medida que as informações ficavam disponíveis no curso do comércio. Por exemplo, o Museu da Cidade de Nagasáqui preserva as cartas dos opperhoofd holandeses aos Nagasaki bugyō, relacionadas às negociações de vendas de dois anos e o preço de compra de um quadrante astronómico holandês portátil importado para o Japão em 1792, sugerindo que o instrumento era considerado importante pelos japoneses e holandeses. Os detalhes do instrumento, juntamente com alguns desenhos elaborados, foram fornecidos no Kansei Rekisho (Compêndio do Calendário Kansei), que foi concluído por volta de 1844. O compêndio regista os nomes dos fabricantes do instrumento, conforme inscritos no telescópio e na caixa do pêndulo, Gerard Hulst van Keulen e Jan Marten Kleman (1758–1845). Embora aquele instrumento outrora pertencente ao Gabinete Astronómico do governo xogunal esteja perdido, os desenhos do quadrante equipado com um telescópio (Gensho Kansei-kyo zu) foram relatados pelo Observatório Astronómico Nacional do Japão.

## Cidade xogunal
Durante este período, Nagasáqui era considerada uma "cidade xogunal". O número dessas cidades aumentou de três para onze, durante a administração Tokugawa.

## Lista dosbugyōde Nagasáqui

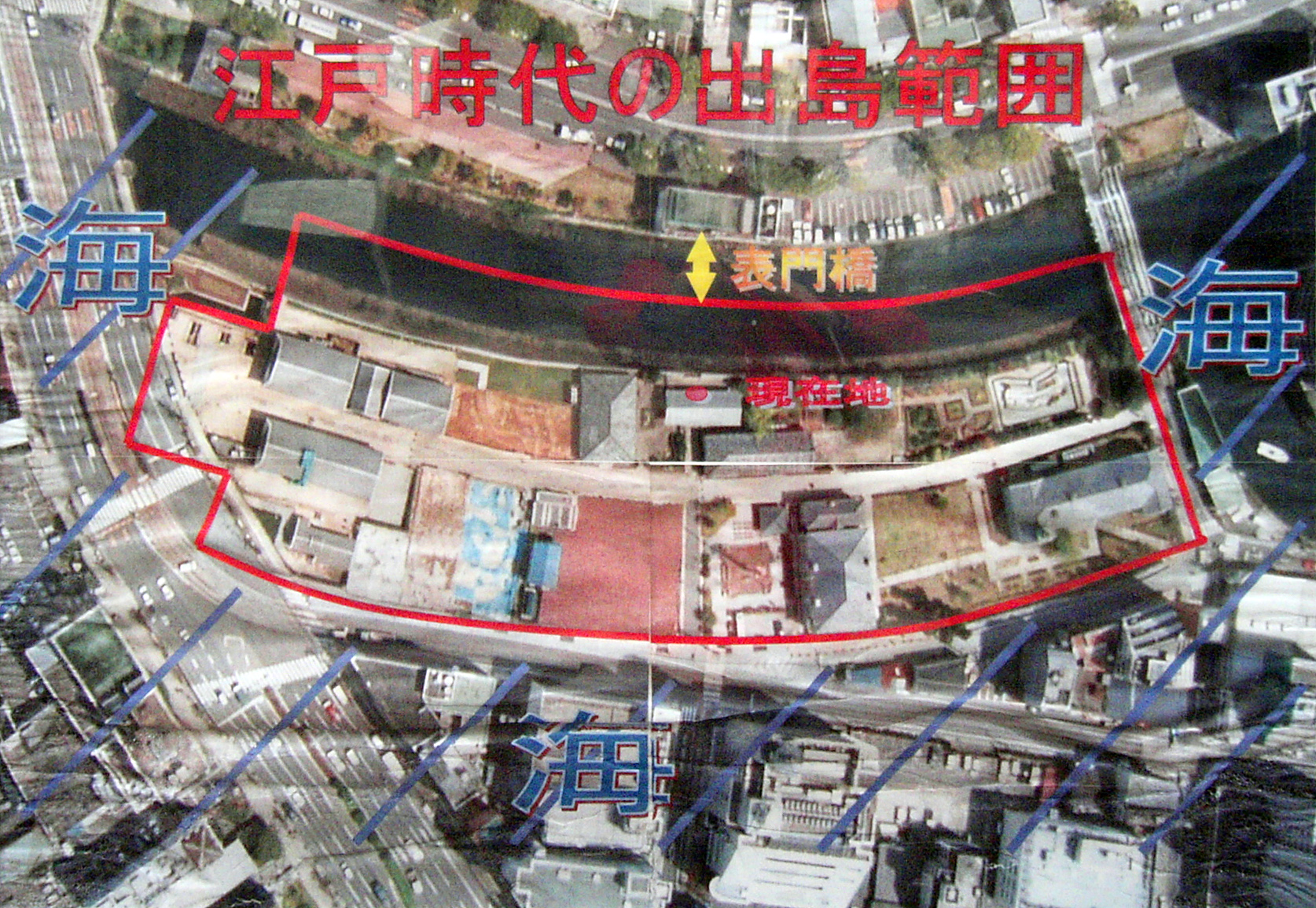
Os limites da ilha Dejima durante o período Edo (contornados em vermelho) dentro da cidade moderna de Nagasáqui. O que ocorreu neste pequeno pedaço de terra foi o ponto central de atenção para cada um dos Nagasaki bugyō sucessivos. A cidade pós-Guerra do Pacífico envolveu e cercou a antiga ilha, e uma parte da antiga ilha foi demolida para alargar a artéria de transporte ao longo do rio no topo da imagem. Esta fotografia foi tirada de uma placa sinalizada em Dejima em 2004, que mostra o trabalho de reconstrução dos edifícios do período holandês que estavam sendo recriados um a um com base nas fotografias e modelos antigos. Este interesse avivado por Dejima reanimou a necessidade de saber mais sobre os administradores de Nagasáqui, o trabalho, os problemas e as suas vidas.

- Ogasawara Tamemune (1603–1604)[5]
- Hasegawa Shigeyoshi (1604–1605)[6]
- Hasegawa Fujihiro (1605–1614)[6]
- Hasegawa Fujimasa (1605–1614)[6]
- Takenaka Umene (1626–1631)[7]
- Mizuno Morinobu (1626–1629)
- Takenaka Shigeyoshi (1629–1634)
- Imamura Masanaga (1633–1634)
- Sakakibara Motonao (1634–1640)
- Kamio Motokatsu (1634–1638)
- Ōkōchi Masakatsu (1638–1640)
- Tsuge Masatoki (1640–1642)
- Baba Toshishige (1642–1650)
- Yamazaki Masanobu (1642–1650)
- Kurokawa Masanao (1650–1665)
- Kaijō Masanobu (1651–1660)
- Ushigome Chūzaemon Shigenori (1671–1681).[8]
- Yamaoka Kagesuke (1687–1694)
- Miyagi Masazumi (1687–1696)[9]
- Niwa Nagamori (1699–1702)
- Ōshima Yoshinari (1699–1703)
- Sakuma Nobunari (1703–1713)
- Hisamatsu Sadamochi (1710–1715)
- Ōoka Kiyosuke (1711–1717)
- Ōmori Tokinaga (1732–1734)
- Hagiwara Yoshimasa (1736–1743)
- Matsunami Heizaemon (1744)[10]
- Kondō Jūzō (1747).[11]
- Ōoka Tadayori (1763–1764)
- Kurihara Morisada (1773–1775)[12]
- Kuze Hirotami (1775–1784).[13]
- Tsuge Masakore (1781-17__).[14]
- Tsuchiya Morinao (1783–1784).[15]
- Tsuchiya Masanobu (1784–1785).[16]
- Toda Ujiharu (1784–1786),[17]
- Tsuge Hirotami (1786).[17]
- _________________ (1793).[3]
- Matsudaira Yasuhide (1807–1808)
- Tōyama Kagekuni (1812–1816)
- Matsuyama Naoyoshi (1815–1817)
- Kanezawa Chiaki (1816–1818)
- Tsutsui Masanori (1817–1821)
- Izawa Masayoshi (1842–1845)[18]
- Ido Satohiro (1845–1849).[19]
- Mizuno Tadanori (1853–1854, 1857–1858).[20]
- Arao Narimasa (1854–1859).[21]
- Arao Shigemitsu(1854–1859)
- Takahashi Kazunuki (1862).[22]
- Sugiura Katsukiyo (1863)
- Kyōgoku Takaakira (1863)
- Ōmura Sumihiro (1863)
- Hattori Tsunezumi (1863–1866)
- Asagara Masahiro (1864–1866)
- Kawazu Sukekuni (1867–1868).[23]